# نساء صغيرات (أنمي)
نساء صغيرات (باليابانية: 愛の若草物語) مسلسل رسوم متحركة أو أنمي أنتجته شركة نيبون أنيميشن في اليابان عام 1987 استنادا إلى رواية نساء صغيرات للمؤلفة الأمريكية لويزا ماي ألكوت (بالإنجليزية: Louisa May Alcott).
إنتاج نيبون أنيميشن لم يكن مسلسل الأنمي الأول لهذه الرواية حيث سبق وأن قامت شركة تويي أنيميشن (بالإنجليزية: Toei Animation) بإنتاج مسلسل رسوم متحركة لنفس الرواية عام 1981.

## القصة
نساء صغيرات عبارة عن حياة أربع فتيات بأعمار مختلفة من عائلة مارش (March) يعشن مع والدتهن في الولايات المتحدة، أما والدهن فيغيب عنهن لفترة طويلة بسبب التحاقه بالعمل العسكري للقتال في الحرب الأهلية الأمريكية. في أحد معارك الحرب يتهدم بيت الأسرة فيقررون الانتقال للإقامة في منزل عمتهم.

## الشخصيات
- السيدة مارش: والدة الفتيات. امرأة طيبة ذات قلب كبير وطيب، كرست وقتها للعناية بالجنود، تطهو لهم الطعام الساخن
- مارغريت «ميغ»: البنت الكبرى، التي تبلغ السادسة عشر وهي ذات شخصية رقيقة وحكيمة وجميلة...
- جوزيفين «جو»: تبلغ الخامسة عشر وهي طيبة القلب لكنها شقية وسلوكها أقرب للصبيان...
- إليزابيث «بيث»: تبلغ الثالثة عشر وهي تحب تربية القطط وموهوبة في العزف على البيانو...
- إيمي: البنت الصغرى، تبلغ الثانية عشر، وتهوى الرسم.. تميزت بين أخواتها بشعرها الذهبي
- دانا: خادمة عند عائلة مارش وهي ليست بخادمة عادية.
- أنطوني: صحفي مغامر وصديق مقرب لجو كان يعمل في الصحيفة التي قدمت فيها جو روايتها الأولى والتي لم تعجب أنطوني ولكنها أعجبت صاحب الجريدة.
- لوري: فتى طويل في السادسة عشرة من عمره. اسمه الحقيقي هو (ثيودور). عقد صداقة قوية مع الفتيات الأربعة. ومع مرور الزمن بدأ قلبه يميل إلى جو
- جيمس لورانس: جد لوري وهو ثري جداً ذو شخصية حادة ولكنها طيّب القلب .
- جون بروك: أستاذ لوري يتزوج ميغ ويقف موقف مشرف مع عائلة مارش.
- جوزفين مارش: هي العمة المشهورة في المسلسل وهي غنية وصارمة ولكنها تميل لجو كثيراً وأرادت أن تتخذها إبنةً لها.
- ملكيان: القطة الصغيرة.

## وصلات خارجية
- نساء صغيرات على موقع IMDb (الإنجليزية)
- نساء صغيرات على موقع كينوبويسك (الروسية)
- نساء صغيرات على موقع ألو سيني (الفرنسية)
- نساء صغيرات على موقع قاعدة بيانات الفيلم (الإنجليزية)
- نساء صغيرات على موقع ANN anime (الإنجليزية)

 (بالإنجليزية)